# Distretto di Cochrane
Il distretto di Cochrane è un distretto dell'Ontario in Canada, nella regione dell'Ontario nordorientale. Al 2006 contava una popolazione di 82.503 abitanti. Il suo capoluogo è Cochrane.